# 도리카이촌 (오사카부)
도리카이촌(일본어: 鳥飼村)은 일본 오사카부 시마시모군·미시마군에 설치되었던 촌이다. 현재의 셋쓰시에 해당한다.

## 역사
- 1889년 4월 1일 - 정촌제 시행에 의해 시마시모군 도리카이촌이 성립하였다.
- 1896년 4월 1일 - 미시마군이 성립하여, 소속이 변경되었다.
- 1956년 9월 30일 - 마시타정, 아지후과 합병해 미시마정이 성립하여, 동일 도리카이촌은 폐지되었다.

## 경제
도리카이 촌의 역사에 따르면, 1932년도의 수확량은 6250개에 달하며, 고품질로 요정 등에 납품되었다. 도리카이 가지가 쇼와 초기에 오사카 시내에 출하되어 호평을 받았고, 도리카이 가지는 재배에 손이 많이 가는 점 등으로 점차 재배 농가가 격감하여 쇼와 40년대에는 단 1곳만 남게 되었다. 1960년부터 시에서 보존에 착수하여 마침내 시내에서도 재배하게 되었다.

## 참고문헌
- 『日本現今人名辞典』日本現今人名辞典発行所、1903年。
- 大日本篤農家名鑑編纂所編『大日本篤農家名鑑』大日本篤農家名鑑編纂所、1910年。
- 『大阪府南三重県実業参考録』実業公益社、1926。
- 『가도카와 일본 지명 대사전 27 大阪府』。